# Kansas City Steers 1962-1963
La stagione 1962-63 dei Kansas City Steers fu la 2ª e ultima nella ABL per la franchigia.
Al momento del fallimento della lega, i Kansas City Steers erano primi con un record di 22-9 e pertanto vennero dichiarati campioni.

## Roster
| N° | Naz.                   | Ruolo | Sportivo         | Anno | Alt. | Peso |
| -- | ---------------------- | ----- | ---------------- | ---- | ---- | ---- |
|    | Stati Uniti (bandiera) | C     | Jack Ardon       | 1939 | 206  | 98   |
|    | Stati Uniti (bandiera) | AC    | Bill Bridges     | 1939 | 196  | 103  |
|    | Stati Uniti (bandiera) | G     | Maurice King     | 1935 | 188  | 83   |
|    | Stati Uniti (bandiera) | A     | George Pruitt    | 1936 | 185  | 90   |
|    | Stati Uniti (bandiera) | GA    | John Ritter      | 1940 | 193  | 86   |
|    | Stati Uniti (bandiera) | A     | Larry Staverman  | 1936 | 201  | 93   |
|    | Stati Uniti (bandiera) | AC    | Bumper Tormohlen | 1937 | 203  | 100  |
|    | Stati Uniti (bandiera) | AC    | Bryce Vann       | 1934 | 193  | 95   |
|    | Stati Uniti (bandiera) | GA    | Win Wilfong      | 1932 | 188  | 84   |
|    | Stati Uniti (bandiera) | A     | John Windsor     | 1940 | 203  | 98   |

## Staff tecnico
- Allenatore: John Dee